# Mogami-Klasse (2022)
Die Mogami-Klasse (japanisch もがみ型護衛艦 Mogami-gata-goeikan) ist eine Klasse von bisher elf Fregatten der japanischen Maritimen Selbstverteidigungsstreitkräfte (JMSDF), die seit 2022 in Dienst steht.

## Geschichte
Der Stapellauf der ersten zwei Fregatten erfolgte bis März 2021 und beide Schiffe wurden im Jahr 2022 den Maritimen Selbstverteidigungsstreitkräften übergeben.
Der Bau der relativ leichten Fregatten wird mit der zwölften Einheit beendet. Pläne, insgesamt 22 Einheiten zu beschaffen, wurden angesichts einer veränderten Bedrohungslage verworfen. Im Haushaltsplan für das Jahr 2024 enthalten sind stattdessen Mittel für den Bau der ersten zwei von insgesamt zwölf geplanten Einheiten einer neuen Klasse von größeren Fregatten.
Ursprünglich waren sechs Einheiten der Mogami-Klasse geplant gewesen, später wurden weitere zwei Einheiten geordert. Die Maritimen Selbstverteidigungsstreitkräfte hatten zwischenzeitlich einen Bedarf von bis zu 22 Einheiten angemeldet, welche sowohl von Mitsui als auch Mitsubishi gebaut werden sollten.

### Export
Die indonesische Regierung strebt den Erwerb von bis zu acht Fregatten der Mogami-Klasse für ihre Marine an, wobei vier in Japan und vier durch die indonesische Schiffbauindustrie gefertigt werden sollen.
Des Weiteren war der Entwurf einer von vier möglichen Kandidaten für ein Fregattenprojekt der Royal Australian Navy über elf Schiffe, wobei auch hier ein Teil in Japan und der Rest in Australien zu fertigen wäre. Die anderen drei Entwürfe waren die MEKO A-200 aus Deutschland, FFX (Batch II/III) aus Südkorea und Alfa 3000 aus Spanien. Ende Dezember wurde die Auswahl auf die MEKO A-200 und die Mogami-Klasse eingeengt, und am 5. August gab die australische Regierung bekannt, dass der modifizierte Mogami-Entwurf die Ausschreibung gewonnen habe.

## Einheiten
| Kennung | Name               | Bauwerft             | Kiellegung       | Stapellauf         | Indienststellung  | Heimathafen |
| ------- | ------------------ | -------------------- | ---------------- | ------------------ | ----------------- | ----------- |
| FFM-1   | Mogami (もがみ)    | Mitsubishi, Nagasaki | 29. Oktober 2019 | 3. März 2021       | 28. April 2022    | Yokosuka    |
| FFM-2   | Kumano (くまの)    | Mitsui, Tamano       | 30. Oktober 2019 | 19. November 2020  | 22. März 2022     | Yokosuka    |
| FFM-3   | Noshiro (のしろ)   | Mitsubishi, Nagasaki | 15. Juli 2020    | 22. Juni 2021      | 15. Dezember 2022 | Sasebo      |
| FFM-4   | Mikuma (みくま)    | Mitsubishi, Nagasaki | 15. Juli 2020    | 10. Dezember 2021  | 7. März 2023      | Sasebo      |
| FFM-5   | Yahagi (やはぎ)    | Mitsubishi, Nagasaki | 24. Juni 2021    | 23. Juni 2022      | 21. Mai 2024      | Maizuru     |
| FFM-6   | Agano (あがの)     | Mitsubishi, Nagasaki | 24. Juni 2021    | 21. Dezember 2022  | 21. Juni 2024     | Maizuru     |
| FFM-7   | Niyodo (によど)    | Mitsubishi, Nagasaki | 30. Juni 2022    | 26. September 2023 | 21. Mai 2025      | Kure        |
| FFM-8   | Yūbetsu (ゆうべつ) | Mitsubishi, Tamano   | 30. August 2022  | 14. November 2023  | 19. Juni 2025     | Ominato     |
| FFM-9   | Natori (なとり)    | Mitsubishi, Nagasaki | 6. Juli 2023     | 24. Juni 2024      |                   |             |
| FFM-10  | Nagara (ながら)    | Mitsubishi, Nagasaki | 6. Juli 2023     | 18. Dezember 2024  |                   |             |
| FFM-11  | Tatsuta (たつた)   | Mitsubishi, Nagasaki | 3. Juli 2024     | 2. Juli 2025       |                   |             |
| FFM-12  |                    | Mitsubishi, Nagasaki | 3. Juli 2024     |                    |                   |             |

## Technische Beschreibung

### Rumpf und Antrieb
Der auf Optimierung seines Radarquerschnittes gestaltete Rumpf einer Fregatte der Mogami-Klasse ist 133,0 Meter lang, 16,3 Meter breit und hat bei einer maximalen Verdrängung von 5.500 Tonnen einen Tiefgang von 9,0 Metern.
Der Antrieb erfolgt durch eine Gasturbine Rolls-Royce MT30 und zwei MAN 12V28 / 33D STC-Dieselmotoren, mit einer Gesamtleistung von 70.000 PS (51.485 kW). Diese geben die Leistung an zwei Wellen mit je einem Verstellpropeller weiter. Die Höchstgeschwindigkeit beträgt 30 Knoten (56 km/h).

### Bewaffnung
Die Bewaffnung besteht aus einem 127-mm-Geschütz in Kaliberlänge 62 (Mark 45) von BAE Systems sowie einem Mk 41 Vertical Launching System mit 16 Zellen. Des Weiteren gibt es zwei Vierfachstarter für Typ-17-Seezielflugkörper, ein Nahbereichsverteidigungssystem vom Typ SeaRAM und zwei fernbedienbare Waffenstationen mit einem 12,7-mm Maschinengewehr.

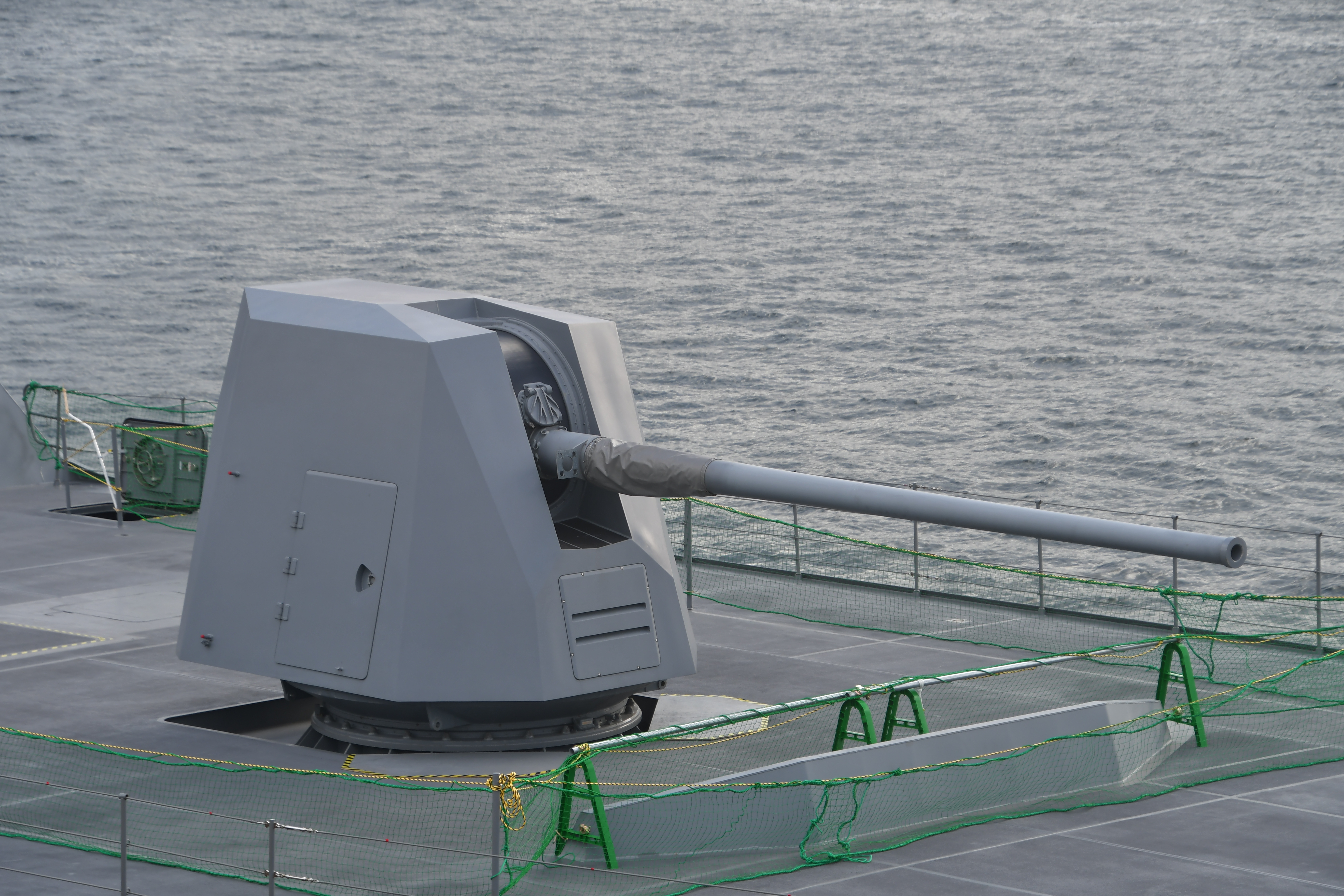
127-mm Geschütz Kumano
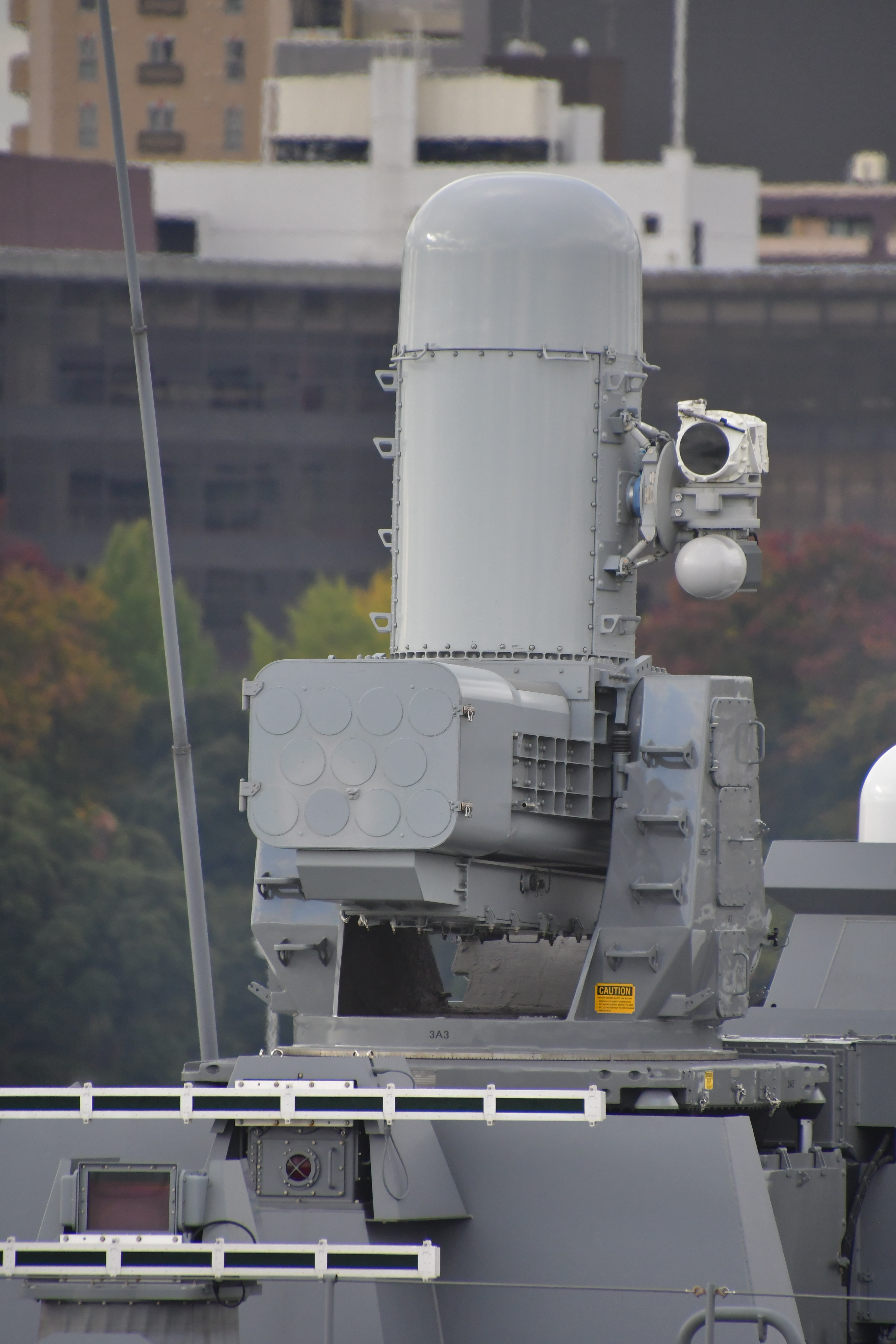
SeaRAM der Kumano
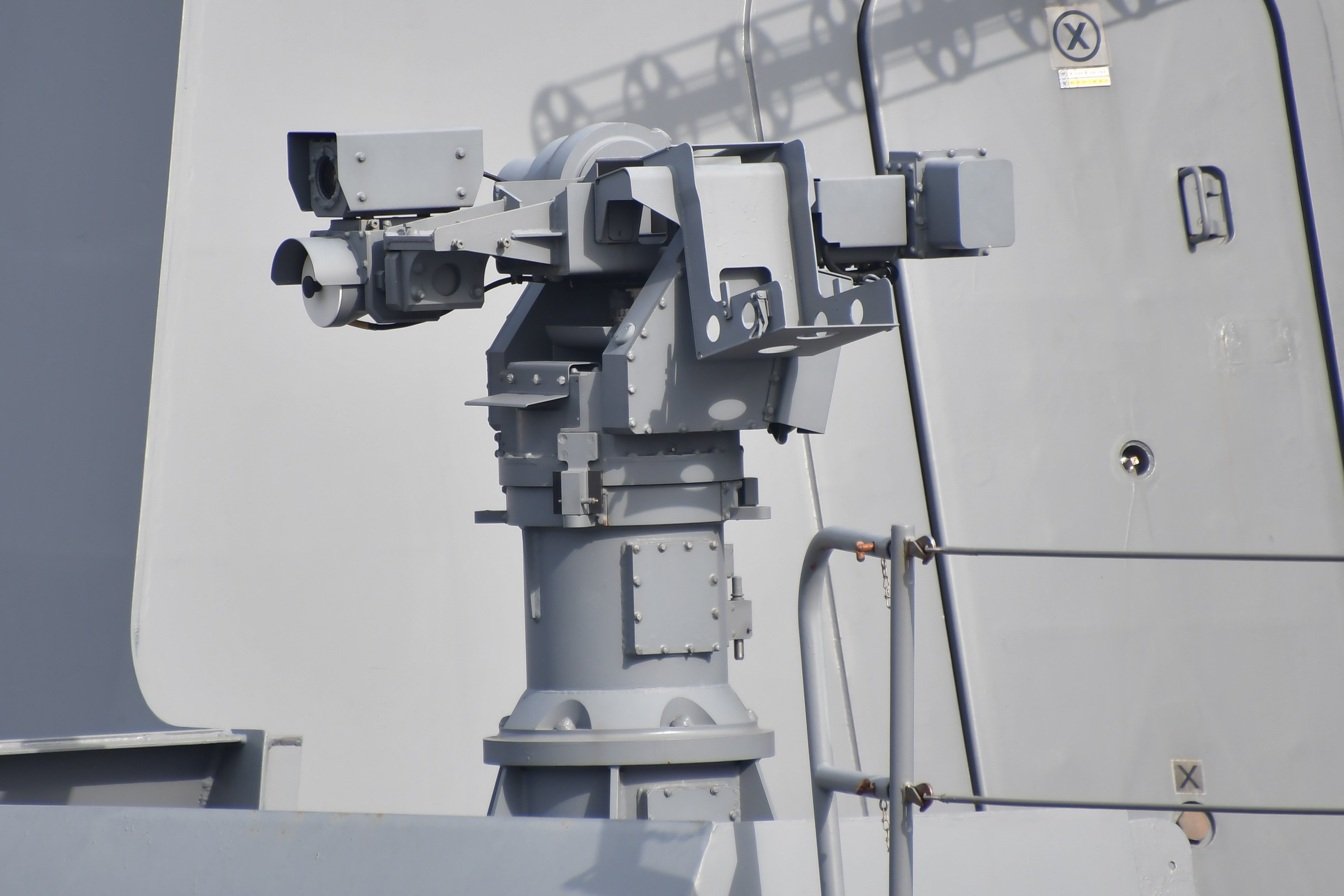
Fernbedienbare Waffenstation (ohne eingerüstetes 12,7-mm-MG)

### Bordhubschrauber
Ebenso wie bei anderen großen Einheiten der JMSDF dient ein Bordhubschrauber der Bekämpfung von U-Booten und für Verbindungsaufgaben. Hierfür kann ein Hubschrauber vom Typ Mitsubishi SH-60K mitgeführt werden. Der Bordhubschrauber werden mit Hilfe einer Verfahranlage automatisch vom Helipad in den Hangar und umgekehrt verfahren.

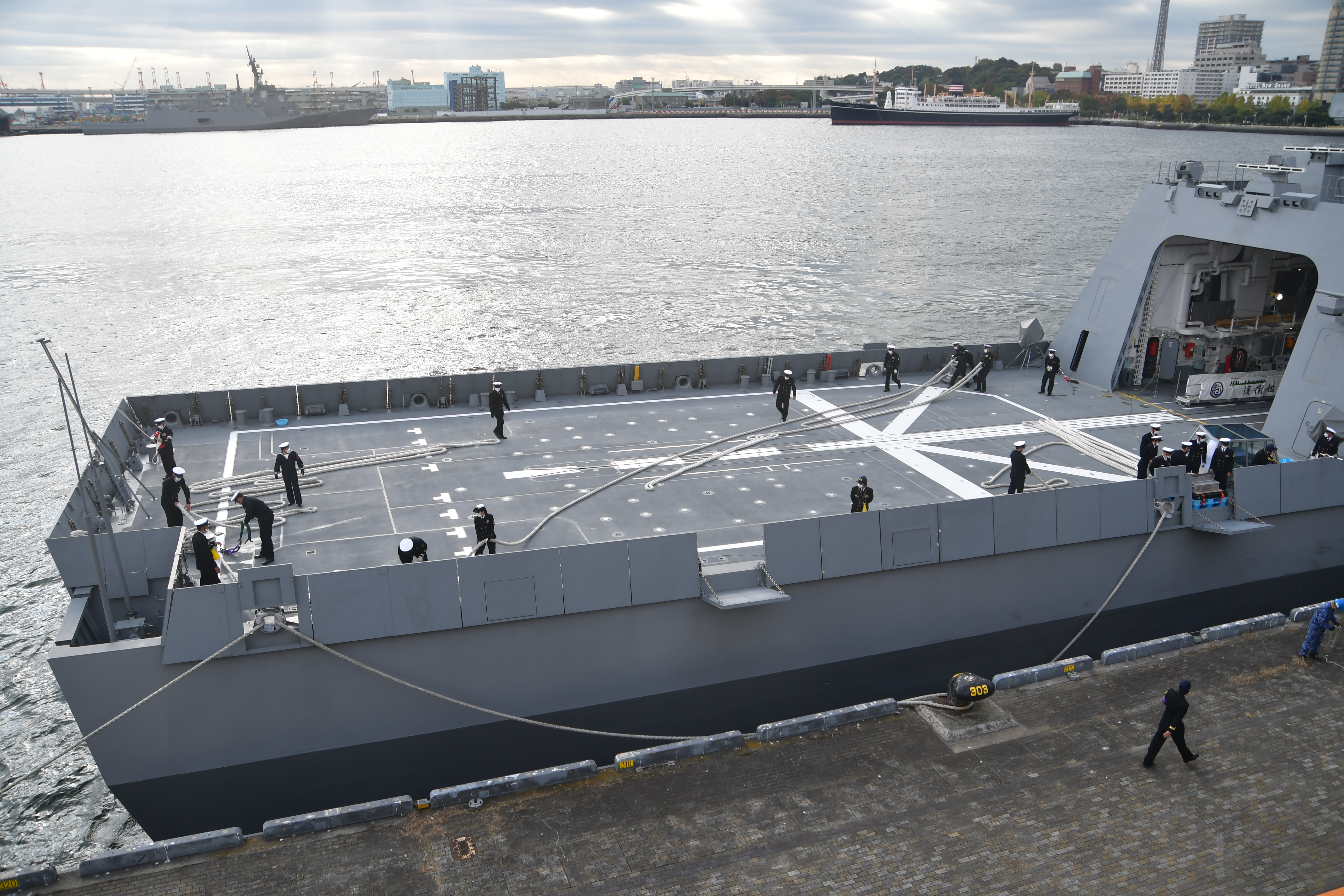
Flugdeck der Kumano
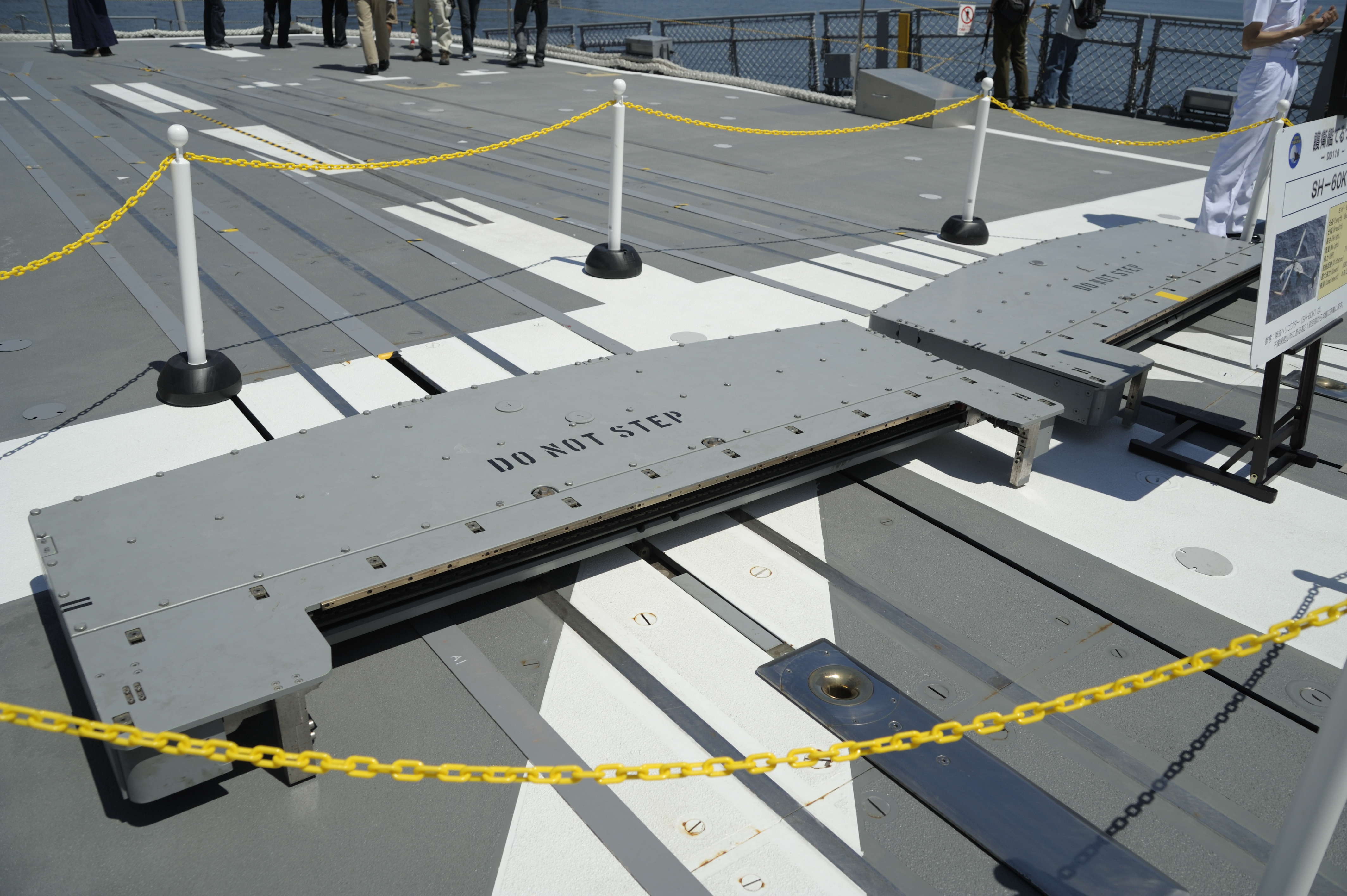
Verfahranlage
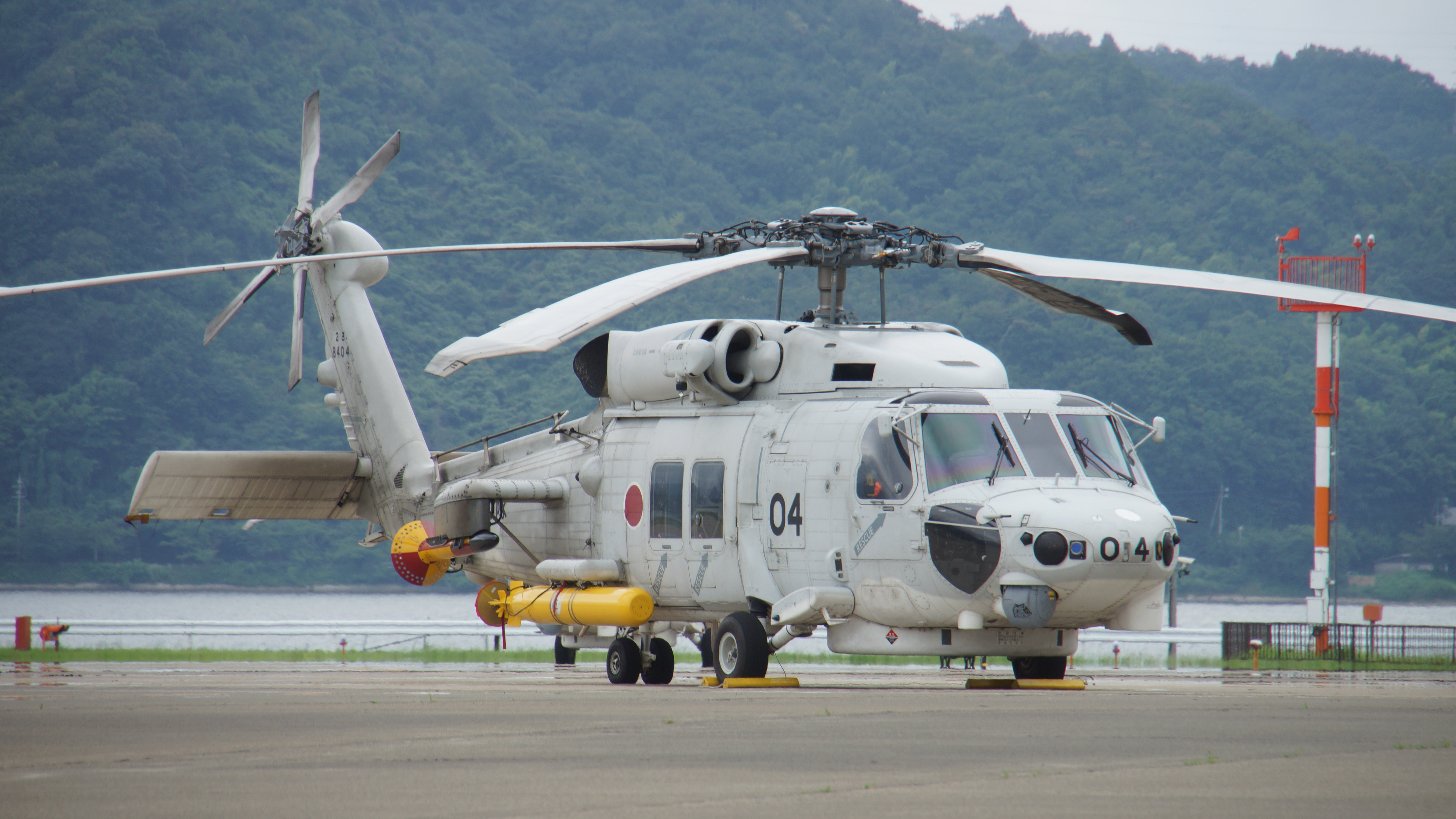
Mitsubishi SH-60K

## Besatzung
Die Besatzung hatte eine Stärke von 90 Offizieren, Unteroffizieren und Mannschaften.